# Underkritisk reaktor
En underkritisk reaktor är en kärnreaktor som producerar fission utan att uppnå kritikalitet. I avsaknad av en uthållig kedjereaktion, kräver en underkritisk reaktor för sin drift ytterligare neutroner från en extern källa. Källan kan vara en partikelaccelerator, vars laddade partiklar får producera neutroner genom spallation.
De tentativa tillämpningar som rönt störst uppmärksamhet är transmutation och ny kärnkraftsteknik med torium som huvudbränsle. Aggregat med accelerator och underkritisk reaktor kopplad till sig kallas vanligtvis för Acceleratordrivna system (ADS).